# Jorge Pastor Asuaje
Jorge Pastor Asuaje (La Plata, 1954) es un escritor, director de cine y militante político argentino. Militante en la organización Montoneros, debió exiliarse durante la última dictadura militar. Su obra escrita y fílmica, refleja su militancia peronista. Escribió los libros El día que hicimos entre todos (1994), Cuentos de la Carpa Blanca (1999} y Por algo habrá sido: el fútbol, el amor y la guerra (2004). Dirigió con Sergio Pérez y escribió el guion de la película El día que cambió la historia (2010), sobre la historia del movimiento obrero argentino.

## Biografía
Jorge Pastor Asuaje nació en La Plata en 1954. En la década de 1970 y 1980 militó en Montoneros, siendo compañero de militancia de Juan Ramón Cascallares, y Jorge Julio López.
En 1994 publicó su primer libro, El día que hicimos entre todos, con prólogo del historiador Fermín Chávez, en el que realiza un crónica novelada de la historia de luchas laborales en Argentina que llevaron a la gran manifestación obrera del 17 de octubre de 1945, que dio origen al peronismo, entrecruzando personajes reales y ficticios. Fue pensado inicialmente como tesis para la carrera de periodismo de la Universidad Nacional de La Plata.
En 1994 publicó su segundo libro, Cuentos de la Carpa Blanca, con prólogo de Hugo Yasky, exsecretario general de la Confederación de Trabajadores de la Educación de la República Argentina (CTERA) y diputado nacional. El libro reúne relatos cortos, mezclando ficción y realidad, referidos a la lucha que llevaron adelante los docentes argentinos en la década de 1990, durante el gobierno de Carlos Menem, que tuvo su centro en la colocación de una Carpa Blanca frente al Congreso, durante 1003 días, donde ayunaron maestras y maestros en protesta contra la política educativa, con el apoyo de los más diferentes sectores de la comunidad.
En 2004 publicó su tercer libro, Por algo habrá sido: el fútbol, el amor y la guerra, con prólogo de Graciela Daleo, con quien compartiera la militancia en Montoneros. El título retoma la frase «por algo habrá sido», de connotaciones siniestras en la historia argentina, debido a que fue utilizada para justificar el terrorismo de Estado. El libro contiene relatos sobre militantes desaparecidos, que Daleo considera que vuelven a "aparecer".
En 2011 fue estrenada su película El día que cambió la historia, dirigida junto a Sergio Pérez, que retoma el tema de su primer libro y realiza un documental, combinando actuaciones con material original, buscando en la historia del movimiento obrero argentino las raíces que terminar conformando el peronismo en la década de 1940.

## Obra

### Libros
- Asuaje, Jorge Pastor (1994). El día que hicimos entre todos: anti-tesis. Buenos Aires: La Gráfica del Sur.
- Asuaje, Jorge Pastor (1999). Cuentos de la Carpa Blanca. Buenos Aires: Ediciones de La Campana. ISBN 9789879125182.
- Asuaje, Jorge Pastor (2004). Por algo habrá sido. El fútbol, el amor y la guerra. Buenos Aires: Nuestra América. ISBN 9789871895359.

### Dirección de películas
- El día que cambió la historia (2010), con Sergio Pérez.